# Óskar Sverrisson
Óskar Tor Sverrisson (Hörby; 26 de noviembre de 1992) es un futbolista sueco de ascendencia islandesa que juega en el Varberg de la 2. Superettan. Es internacional con la selección de fútbol de Islandia desde el 20 de enero de 2020. 
Nacido en Suecia, Sverrison representa a la selección islandesa de fútbol. 

## Carrera profesional
El club al que pertenece Sverrisson es el Hörby FF, donde pasó muchos años desarrollándose. En la temporada 2010, decidió jugar con el Höörs IS .
Desde entonces ha representado a Lunds BK, Kvik Halden, Dalkurd FF y Landskrona BoIS. En febrero de 2017, Sverrisson fichó por Mjällby AIF.
En diciembre de 2018, Sverrisson fichó por el BK Häcken, donde firmó un contrato de un año con opción a otros tres años. El 5 de mayo de 2019, Sverrisson hizo su debut en la Allsvenskan en una victoria por 1-0 sobre el GIF Sundsvall, donde fue sustituido en el minuto 59 contra el Elohor Godswill. En junio de 2019, BK Häcken decidió ejercer la opción en su contrato, dándole a Sverrisson un contrato con el club hasta la temporada 2022.
El 9 de diciembre de 2021, Sverrisson firmó un contrato de tres años con el Varberg.

## Selección nacional
Sverrisson nació en Suecia y tiene ascendencia islandesa por vía paterna. Sverrisson fue convocado por la Selección de fútbol de Islandia en enero de 2020. Debutó como internacional con Islandia el 19 de enero de 2020 en un partido amistoso contra El Salvador, que terminó con victoria por 1-0.

## Estadísticas profesionales
A partir del partido jugado el 2 de noviembre de 2024
| Club                | Temporada           | Liga                | Liga | Liga  | Copa nacional | Copa nacional | Continental | Continental | Otros | Otros | Total | Total |
| Club                | Temporada           | División            | Part | Goles | Part          | Goles         | Part        | Goles       | Part  | Goles | Part  | Goles |
| ------------------- | ------------------- | ------------------- | ---- | ----- | ------------- | ------------- | ----------- | ----------- | ----- | ----- | ----- | ----- |
| Lund                | 2012                | Ettan               | 23   | 2     | 0             | 0             | —           | —           | 2     | 0     | 25    | 2     |
| Lund                | 2013                | Ettan               | 20   | 0     | 2             | 0             | —           | —           | —     | —     | 22    | 0     |
| Lund                | 2014                | Ettan               | 21   | 2     | 0             | 0             | —           | —           | —     | —     | 21    | 2     |
| Lund                | Total               | Total               | 64   | 4     | 2             | 0             | —           | —           | 2     | 0     | 68    | 4     |
| Kvik Halden         | 2015                | 2. divisjon         | 0    | 0     | 2             | 0             | —           | —           | —     | —     | 2     | 0     |
| Dalkurd FF          | 2015                | Ettan               | 4    | 0     | 0             | 0             | —           | —           | —     | —     | 4     | 0     |
| Landskrona BoIS     | 2016                | Ettan               | 25   | 0     | 2             | 0             | —           | —           | —     | —     | 27    | 0     |
| Mjällby AIF         | 2017                | Ettan               | 26   | 6     | 0             | 0             | —           | —           | 2     | 0     | 28    | 6     |
| Mjällby AIF         | 2018                | Ettan               | 29   | 9     | 0             | 0             | —           | —           | —     | —     | 29    | 9     |
| Mjällby AIF         | Total               | Total               | 55   | 15    | 0             | 0             | —           | —           | 2     | 0     | 57    | 15    |
| BK Häcken           | 2019                | Allsvenskan         | 6    | 0     | 2             | 0             | 2           | 0           | —     | —     | 10    | 0     |
| BK Häcken           | 2020                | Allsvenskan         | 7    | 0     | 2             | 0             | —           | —           | —     | —     | 9     | 0     |
| BK Häcken           | 2021                | Allsvenskan         | 16   | 0     | 6             | 0             | 2           | 0           | —     | —     | 24    | 0     |
| BK Häcken           | Total               | Total               | 29   | 0     | 10            | 0             | 4           | 0           | —     | —     | 43    | 0     |
| Varberg             | 2022                | Allsvenskan         | 12   | 0     | 2             | 0             | —           | —           | 0     | 0     | 14    | 0     |
| Varberg             | 2023                | Allsvenskan         | 22   | 0     | 1             | 0             | —           | —           | —     | —     | 23    | 0     |
| Varberg             | 2024                | 2. Superettan       | 23   | 0     | 3             | 0             | —           | —           | —     | —     | 26    | 0     |
| Varberg             | Total               | Total               | 57   | 0     | 6             | 0             | —           | —           | 0     | 0     | 63    | 0     |
| Total de la carrera | Total de la carrera | Total de la carrera | 234  | 19    | 22            | 0             | 4           | 0           | 4     | 0     | 264   | 19    |